# Zornia muelleriana
Zornia muelleriana är en ärtväxtart som beskrevs av Robert H Mohlenbrock. Zornia muelleriana ingår i släktet Zornia och familjen ärtväxter.

## Underarter
Arten delas in i följande underarter:
- Z. m. congesta
- Z. m. muelleriana